# Bo Skovhus

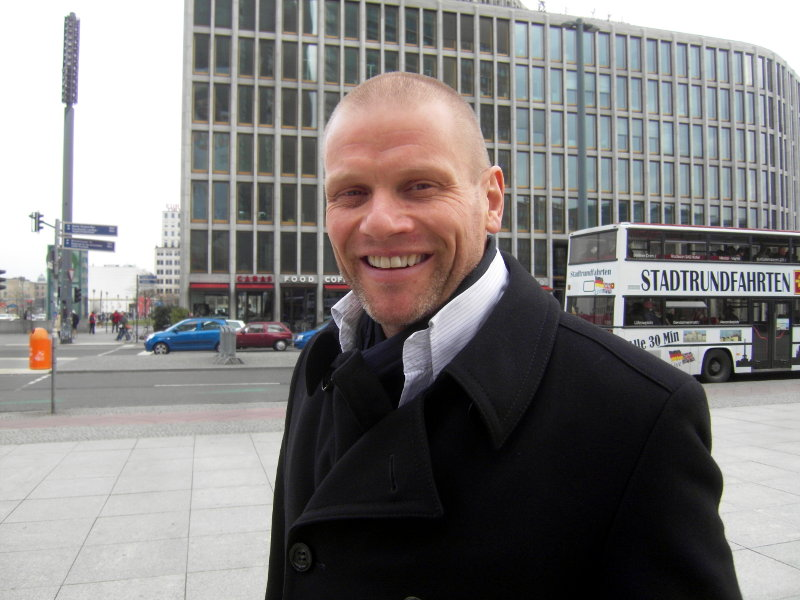
Bo Skovhus, Berlijn 2010

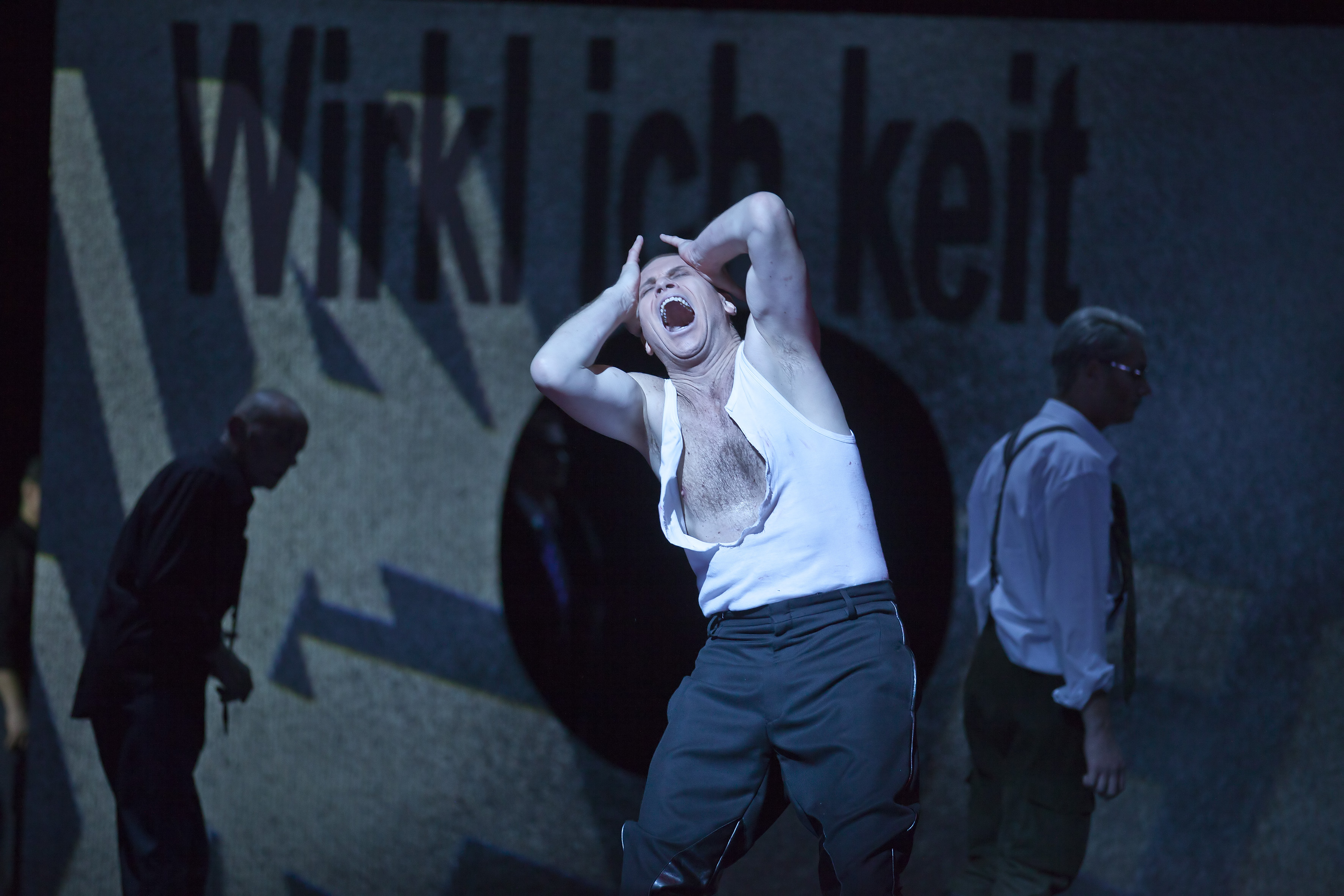
Bo Skovhus als Lear in de gelijknamige opera van Aribert Reimann, Hamburg, 2012

Bo Boje Skovhus (Ikast, 22 mei 1962) is een Deense operazanger met het stemtype bariton.
Bo Skovhus is geboren en opgegroeid in Midden-Jutland. Hij werd opgeleid aan het conservatorium in Århus en de Koninklijke Opera Academie in Kopenhagen en rondde zijn studie af bij de zangpedagoog Oren Brown in New York. Toch wilde hij eigenlijk arts worden. Van dat plan zag hij pas definitief af na zijn spectaculaire succes in 1988 (als invaller op het laatste moment) in de rol van Don Giovanni in Mozarts gelijknamige opera in de Wiener Volksoper. Sinds 1991 is hij vast verbonden aan de Wiener Staatsoper, maar daarnaast treedt hij op in vele andere operahuizen.

## Repertoire
Skovhus zingt alle bekende baritonrollen, zoals Eisenstein in Die Fledermaus, Danilo in Die lustige Witwe, Graaf Almaviva in Le Nozze di Figaro, Guglielmo in Così fan tutte, Vorst Jeletzki in Pique dame, Wolfram in Tannhäuser, Kurwenal in Tristan und Isolde, Amfortas in Parsifal en de titelrollen in Jevgeni Onegin en Wozzeck. Daarnaast is hij actief als lied- en concertzanger met werk van onder anderen Schubert, Robert en Clara Schumann, Mahler, Wolf, Zemlinsky, Korngold, Grieg, Stenhammar, Nielsen en Rangström.

## Discografie (selectie)
Skovhus staat exclusief onder contract bij Sony Classical

### Cd's
- 1993 Wolf/Korngold: Lieder
- 1994 Schubert: Schwanengesang
- 1996 The Heart of the Poet (liederen van Robert en Clara Schumann)
- 1997 Schubert: Die schöne Müllerin
- 2000 Mahler: Das Lied von der Erde (met Placido Domingo onder leiding van Esa-Pekka Salonen)
- 2002 Mahler: Des Knaben Wunderhorn (met Anna Larsson)
- 2002 Wolf: Italienisches Liederbuch (met Soile Isokoski)
- 2003 Songs by the Sea (liederen van Grieg, Stenhammar, Carl Nielsen, Ture Rangström)
- 2006 Paul von Klenau: Die Weise von Liebe und Tod
- 2009 Leise flehen meine Lieder (liederen van Schubert en Schumann)

### Dvd's
- 1996 Lehar: Die lustige Witwe (Danilo), San Francisco Opera – Opus Arte,
- 2006 Lehar: Der Graf von Luxemburg (titelrol), Theater an der Wien – cpo 777194-2
- 2006 Mozart: Le nozze di Figaro (Graaf Almaviva), Salzburger Festspiele – DG 0734245
- 2007 Wagner: Tristan und Isolde (Kurwenal), Glyndebourne Festival – Opus Arte, OA0988D